# Бремя власти
«Бремя власти» — исторический роман русского писателя Дмитрия Балашова, впервые изданный в 1981 году, третья часть цикла «Государи Московские». Рассказывает о московском князе Иване Калите.

## Сюжет и оценки
Действие романа происходит в 1328—1340 годах. В центре повествования борьба московского князя Ивана Калиты за объединение Руси. Иван в этой борьбе не останавливается даже перед преступлениями — в частности, он добивается убийства в Орде тверских князей, грабит русские города, чтобы пополнить казну. В романе действуют и вымышленные персонажи из семьи Фёдоровых.
«Бремя власти» было опубликовано в 1981 году. Рецензенты отмечают, что в романе по-новому освещены этические проблемы: главный герой, совершая преступления во имя благого дела, расценивает их как подвиг, как мученичество. Существует мнение, что образ Ивана Калиты в «Бремени власти» неисторичен и является продуктом модернизации.